# The Pit (album)
The Pit è il sessantaquattresimo album in studio del chitarrista statunitense Buckethead, pubblicato il 2 novembre 2013 dalla Hatboxghost Music.

## Descrizione
Trentaseiesimo disco appartenente alla serie "Buckethead Pikes", The Pit è stato pubblicato in contemporanea a Thank You Ohlinger's, 35º album appartenente alla medesima serie.
Contiene sette tracce, le cui prime sei sono altrettante parti della title track.

## Tracce
Musiche di Buckethead.
1. The Pit Part 1 – 4:28
2. The Pit Part 2 – 2:12
3. The Pit Part 3 – 2:21
4. The Pit Part 4 – 3:34
5. The Pit Part 5 – 3:21
6. The Pit Part 6 – 4:23
7. The Pendulum – 8:07

## Formazione
- Buckethead – chitarra, basso, programmazione